# Mohamed Esnany
Mohamed Ali Jum'aa Esnany (ur. 13 maja 1984 w Trypolisie) – piłkarz libijski grający na pozycji pomocnika. Od 2011 roku jest zawodnikiem klubu US Monastir.

## Kariera klubowa
Karierę piłkarską Esnany rozpoczął w klubie Al-Ittihad Trypolis. W 2003 roku zadebiutował w jego barwach w pierwszej lidze libijskiej. Wraz z Al-Ittihad sześciokrotnie był mistrzem kraju w latach 2005, 2006, 2007, 2008, 2009 i 2010. Zdobył też cztery Puchary Libii w latach 2004, 2005, 2007 i 2009 oraz osiem Superpucharów (2003, 2004, 2005, 2006, 2007, 2008, 2009, 2010).
W 2011 roku Esnany został zawodnikiem tunezyjskiego zespołu US Monastir.

## Kariera reprezentacyjna
W reprezentacji Libii Esnany zadebiutował w 2005 roku. W 2012 roku został powołany do kadry na Puchar Narodów Afryki 2012.